# Nyílférgek
A nyílférgek (Chaetognatha) egy körülbelül 100 fajt felölelő állattörzs. A nyílférgeket fedezte fel legkésőbb a tudomány az állattörzsek közül, a 20. században. Sokáig a gyűrűsférgek vagy a laposférgek közé sorolták őket. Részletes összehasonlító anatómiájuk és egyedfejlődésük megvizsgálása után világossá vált, hogy önállóan fejlődött törzsről van szó, és  az újszájúak (Deuterostomata) csoportján belül helyezték el őket. Egyesek belőlük vezették le a félgerinchúrosok törzsét. A legújabb filogenetikus rendszertan a genetikai vizsgálatok alapján az ősszájúak (Protostomia) közé sorolja a törzset, a molekuláris genetikai vizsgálatok során rendszerint az ősszájúak törzsfáján bazális helyen szerepel.